# 이의권
이의권은 소송절차가 법규에 위배되었을 때 당사자가 이에 대해 이의를 하고 그 효력을 다툴 수 있는 소송상의 권능으로 이를 적극적으로 인정한 명문규정은 없으며 불행사의 소극적인 면을 규정한 민사소송법 조문은 존재한다 판례에 따르면 불변기간인 항소제기기간에 관한 규정은 성실상 강행규정이므로 그 기간 계산의 기산점이 되는 판결정본의 송달의 하자는 이에 대한 이의권의 상실로 인하여 치유될 수 없다

## 같이 보기
- 대한민국 민사소송법 제151조